# 賴斯·納爾遜
賴斯·卢克·納爾遜（英語：Reiss Luke Nelson，/ˈriːs ˈnɛlsən/ REESS NEL-sən;，1999年12月10日—），是一名津巴布韋、英格兰混血兒職業足球員，現時效力英格蘭超級足球聯賽球隊阿仙奴足球會。司職翼鋒。

## 球會生涯

### 阿仙奴
尼爾遜於英格蘭象堡出生，父親為津巴布韋人，母親則為英格蘭人。他於9歲時他加入阿仙奴的青年軍。他的表現獲阿仙奴教練團的欣賞，能夠「跳級」上陣更高年齡組別的青年軍比賽。2016-17賽季，尼爾遜為阿仙奴的青年隊上陣35場，其中9場為U21級別的賽事。2016年12月10日，尼爾遜與阿仙奴簽下首份職業合同。領隊把他納入2017-18賽季季前熱身賽的大軍名單。
2017年7月19日，尼爾遜於2017年國際冠軍盃對陣拜仁慕尼黑的比賽中首次為一線隊上陣。在2017年英格蘭社區盾中，尼爾遜首次代表阿仙奴在正式比賽中上陣，他於第87分鐘後備入替，最終球隊以互射十二碼的方式贏得社區盾冠軍
9月14日，尼爾遜在欧足联欧洲联赛小組賽對陣科隆的比賽中，於第82分鐘後備入替，首次於歐洲賽事中上陣。20日，他在英格蘭聯賽盃對陣唐卡斯特的比賽中首次代表球隊正選上陣，最終球隊以1比0勝出。
2018年1月20日，尼爾遜在主勝水晶宮4比1的比賽中，於第72分鐘後備入替，首次於聯賽上陣。4月8日，他於主勝修咸頓3比2的比賽中首次正選上陣，於第64分鐘被後備入替。

### 賀芬咸（外借）
2018年8月31日，尼爾遜與阿仙奴續約，隨即被外借至德國甲組足球聯賽球會賀芬咸，為期1個賽季。9月15日，他於對陣杜塞尔多夫時首次代表球隊上陣，並攻入1球，但球隊作客以1比2落敗。

### 2019-20賽季：回歸阿仙奴
於外借賀芬咸完結後，尼爾遜返回阿仙奴。時任領隊烏奈·埃梅里提升他至一線隊，背號為24。他於聯賽首兩戰對陣纽卡斯尔联和般尼的比賽中皆正選上陣。2019年9月24日，尼爾遜於英格蘭聯賽盃對陣諾定咸森林的比賽中打滿全場，並於第84分鐘首次為阿仙奴入球，助球隊於主場以5比0勝出。
2020年1月6日，尼爾遜於英格蘭足總盃對陣列斯聯的比賽中，射入全場唯一的入球，協助球隊於主場晉級下一圈。7月15日，他於聯賽對陣利物浦時，射入首個英超入球，最終球隊在主場以2比1擊敗對手。
2020年8月29日，尼爾遜於英格蘭社區盾對陣利物浦的比賽中後備上陣，雙方於法定時間賽和1比1後，他於互射十二碼階段射入首個十二碼，助球隊以5比4擊敗對手。

## 國家隊生涯
2016年5月，尼爾遜獲英格蘭 U17徵召，參加2016年歐洲U-17足球錦標賽，他於整項賽事上陣4場，攻入3球。

## 生涯統計
截至2017年2月22日
| 球會           | 賽季        | 聯賽               | 聯賽 | 聯賽 | 英格蘭足總盃 | 英格蘭足總盃 | 英格蘭聯賽盃 | 英格蘭聯賽盃 | 歐洲賽事 | 歐洲賽事 | 其他 | 其他 | 總計 | 總計 |
| 球會           | 賽季        | 聯賽               | 出場 | 入球 | 出場         | 入球         | 出場         | 入球         | 出場     | 入球     | 出場 | 入球 | 出場 | 入球 |
| -------------- | ----------- | ------------------ | ---- | ---- | ------------ | ------------ | ------------ | ------------ | -------- | -------- | ---- | ---- | ---- | ---- |
| 阿仙奴         | 2017–18賽季 | 英格蘭超級足球聯賽 | 3    | 0    | 1            | 0            | 3            | 0            | 8        | 0        | 1    | 0    | 16   | 0    |
| 阿仙奴         | 2019–20賽季 | 英格蘭超級足球聯賽 | 16   | 1    | 2            | 1            | 1            | 1            | 2        | 0        | —    | —    | 21   | 3    |
| 阿仙奴         | 2020–21賽季 | 英格蘭超級足球聯賽 | 0    | 0    | 0            | 0            | 0            | 0            | 0        | 0        | 1    | 0    | 1    | 0    |
| 阿仙奴         | 總計        | 總計               | 20   | 1    | 3            | 1            | 4            | 1            | 10       | 0        | 2    | 0    | 39   | 3    |
| 賀芬咸（外借） | 2018-19賽季 | 德國甲組足球聯賽   | 23   | 7    | 1            | 0            | —            | —            | 5        | 0        | —    | —    | 29   | 7    |
| 生涯總計       | 生涯總計    | 生涯總計           | 43   | 8    | 4            | 1            | 4            | 1            | 15       | 0        | 2    | 0    | 68   | 10   |

1. 1 2  於欧足联欧洲联赛出場
2. 1 2  於2017年英格蘭社區盾出場
3. ↑  於欧足联欧洲联赛出場

## 榮譽

### 球會
阿仙奴
- 英格蘭社區盾：2017年[9]、2020年[25]
- 英格蘭足總盃冠軍：2019-20賽季[26]

## 外部連結
- 賴斯·納爾遜[]於英格蘭足球總會網站上的資料
- 足球数据库：賴斯·納爾遜的球员统计数据